# Casa al barri de la Cellera, 8 (Mieres)
La Casa al barri de la Cellera, 8 és una obra de Mieres (Garrotxa) protegida com a Bé Cultural d'Interès Local.

## Descripció
Casa entre mitgera situada en el Barri de la Sellera núm.-8. És de planta rectangular i teulat a dues aigües. Disposa de baixos i tres pisos superiors. En els primers cal remarcar la llinda de la porta d'entrada: "MIQUEL FABREGA I VILALLONGA/ ME FECIT DIA 3 BRE 1787". La finestra del costat de la porta d'ingrés té igualment restes d'algunes inscripcions. El primer pis destaca per un balcó d'estructura senzilla i una finestra amb la data: "1787". El segon pis fou remodelat recentment no conservant res de remarcable. Les golfes disposen d'arcades de mig punt amb baranes de fusta.